# Páramos de la Cordillera de Mérida
Los páramos de la Cordillera de Mérida (NT1004) son una ecorregión que contiene vegetación de páramo por encima del límite arbóreo en la cordillera de los Andes de Venezuela. Este hábitat aislado cuenta con muchas especies endémicas. Es relativamente estable e intacto.

## Geografía

### Ubicación

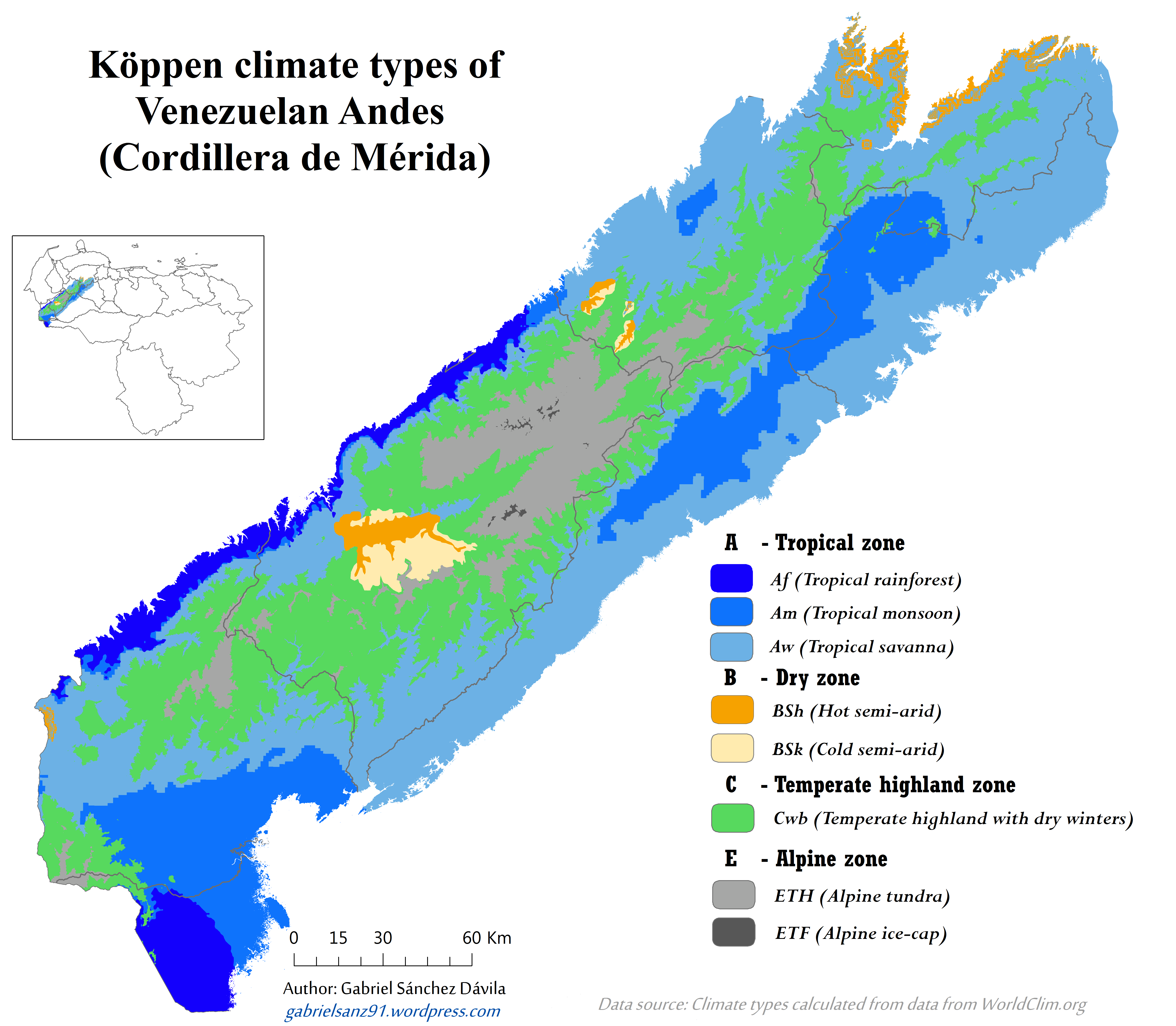
Zonas climáticas Köppen de la Cordillera de Mérida.

Los páramos de la Cordillera de Mérida se encuentran al sur del Lago de Maracaibo, en el macizo de la Cordillera de Mérida, al noreste de Venezuela. Tiene una superficie de 284.898 hectáreas. Está rodeado por la ecorregión de los bosques montanos de los Andes venezolanos.

### Relieve
Los páramos del suroeste de la Cordillera de Mérida son el Batalló, con 3.913 metros sobre el nivel del mar, y el Nariño, con 3.517 metros. El punto más alto de la parte central es el pico de Piedras Blancas, con 4.729 metros, rodeado de extensos páramos, glaciares y lagos. Desde el páramo de Piedras Blancas, el terreno desciende hasta el páramo de Mucuchíes, a 4.077 metros, y continúa descendiendo gradualmente hacia el noreste.

### Clima
La clasificación climática de Köppen es "ETH": Tundra alpina, sin ningún mes con una temperatura media superior a 10 °C. Mientras que el páramo del norte de los Andes es generalmente húmedo durante todo el año, con humedad suministrada en forma de lluvia, nubes y niebla a medida que las masas de aire se elevan sobre las montañas, el páramo de la Cordillera de Mérida es similar al páramo de Costa Rica y al páramo de Santa Marta, donde los vientos alisios crean una estación seca distintiva. Los vientos dominantes soplan hacia el noroeste desde la región amazónica, con una estación de lluvias que va de marzo a noviembre.

## Ecología
La ecorregión del páramo de la Cordillera de Mérida se encuentra en el ámbito neotropical, en el bioma de los pastizales y matorrales montanos. La ecorregión forma parte de la ecorregión global del Páramo Andino Norte, que también incluye las ecorregiones terrestres del páramo de la Cordillera Central, el páramo de Santa Marta y el páramo andino norte. Las plantas y los animales están adaptados a las condiciones frías y secas de las altas cumbres. Existe un alto nivel de endemismo local, especialmente en las cumbres más aisladas.

### Orígenes
Los Andes comenzaron a elevarse en el Mioceno, pero en el norte no alcanzaron su altura actual hasta el Plioceno, durante un período de fuerte actividad volcánica, hace entre cuatro y cinco millones de años. Este fue el periodo en el que la tierra se elevó por encima de la línea de árboles y se formó la vegetación protopáramo con nuevas especies de las familias Poaceae, Cyperecear, Arteraceae, Ericaceae y otras. Durante las últimas partes de la época cuaternaria, una serie de períodos glaciares cortos, fríos y secos se alternaron con períodos interglaciares más cálidos y húmedos. Los cinturones de páramo se desplazaron más abajo y se unieron en los periodos fríos, y se desplazaron más arriba en enclaves inconexos cuando las temperaturas subieron.
El resultado es una mezcla de especies de origen tropical y boreal con los mismos géneros que se encuentran en la mayoría de los páramos, pero con muchas especies endémicas en los páramos individuales. La Cordillera de Mérida es la parte más antigua de los Andes del norte, y tiene un gran corredor de páramo conectado. Es probable que la cordillera sea el lugar donde se desarrolló la mayor parte de la flora de páramo de origen tropical, que luego migró hacia el sur de Colombia durante los períodos glaciales frío.

### Flora

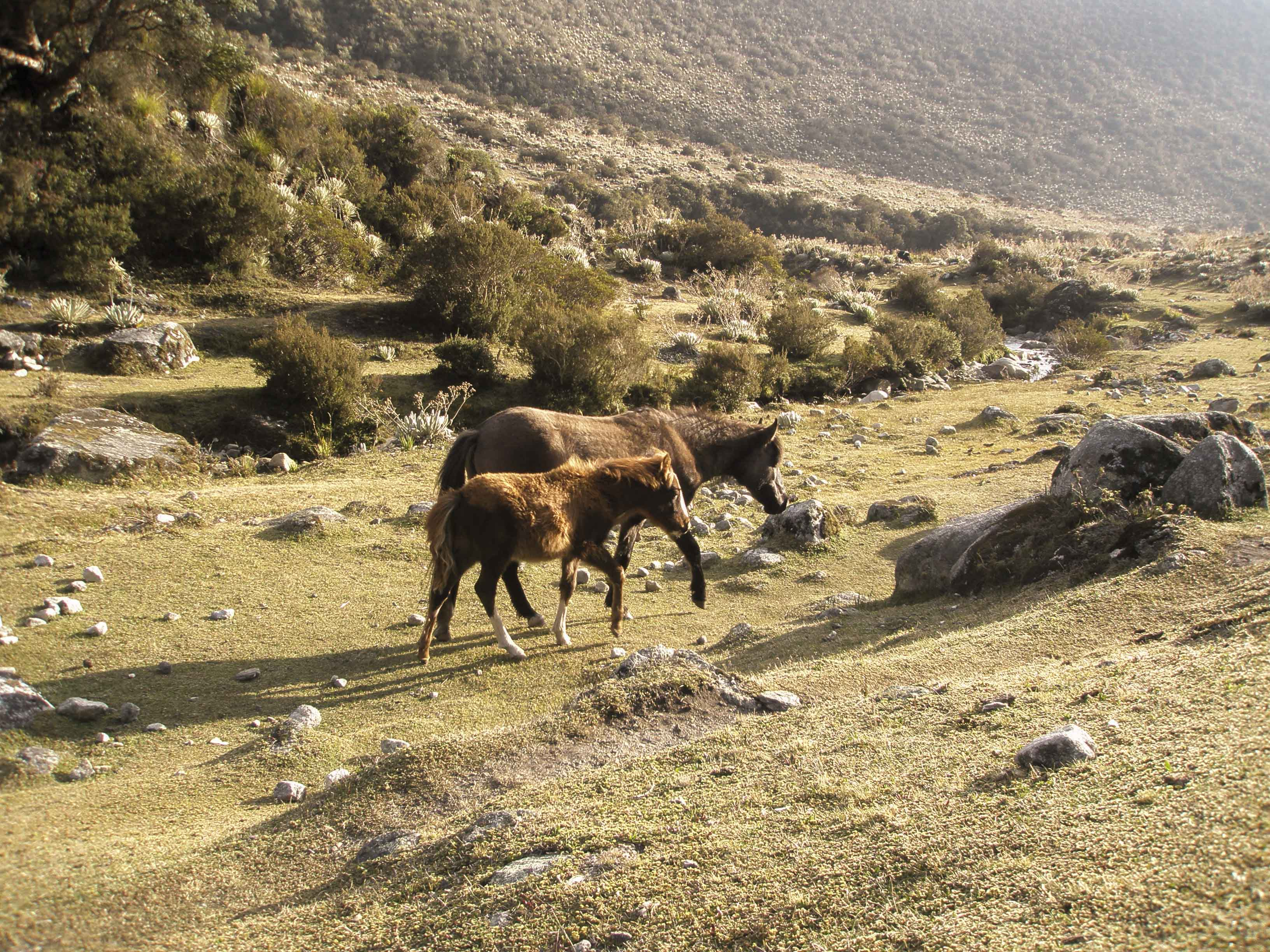
Caballos en el parque nacional Sierra de La Culata

El bosque de montaña se extiende hasta unos 3.000 metros de altitud, donde comienzan los páramos Por encima de los 4.000 metros, los páramos son sustituidos por una zona periglacial con muy poca vegetación, principalmente líquenes, musgos y algunas plantas enanas. Ninguna flora o la fauna están encontradas encima alrededor 4,850 metros (15,910 ). Por encima de los 4.850 metros no hay flora ni fauna. La ecorregión se compone principalmente de un hábitat de páramo seco, con hierbas de altura, rodales de bambú enano y praderas abiertas. También hay algunos pantanos y ciénagas, aunque menos que en el páramo húmedo.

### Fauna
La Redonda chiquinquirana, una mariposa cuyas hembras tienen una capacidad limitada para volar, es endémica de la ecorregión. En un estudio sobre los escarabajos carábidos se encontraron diversos y numerosos ejemplares, todos ellos endémicos de la ecorregión aunque estrechamente relacionados con especies de otras áreas de distribución. Carbonellia ater se encuentra entre 2.900 y 4.300 metros. Las tribus de carábidos más importantes en términos de número de especies y de individuos pertenecen a los géneros Dyscolus y Bembidion. Entre los anfibios en peligro de extinción se encuentran el sapo de pies estrechos de Mucubaji (Atelopus mucubajiensis) y la rana arlequín de Tamá (Atelopus tamaense). Entre los mamíferos en peligro se encuentra la rata piscívora de Musso (Neusticomys mussoi).

## Estado de conservación
El Fondo Mundial para la Naturaleza otorga a la ecorregión el estatus de "Relativamente Estable/Intacta". Entre las áreas protegidas se encuentra el parque nacional Guaramacall. El parque nacional Sierra La Culata y el parque nacional Sierra Nevada protegen la Ruta de los Páramos, una ruta turística por los páramos centrales.